# Jakob Erb
Jakob Erb (* 3. Februar 1858 in Wülflingen, heute Stadtteil von Winterthur; † 1. Oktober 1940 in Winterthur) war ein Schweizer Politiker (SP) und der letzte Gemeindepräsident von Wülflingen.

## Biografie
Erb wurde 1858 als Sohn eines Bauern geboren. Er besuchte die Primarschule in Wülflingen und die Sekundarschule in Neftenbach. Nach seiner Schulzeit erlernte er Dreher bei der Sulzer AG, ab 1880 war er Werkmeister.
Mit 18 Jahren trat Erb den Grütlianern bei und wurde nach deren Auflösung Mitglied der SP. Als erstes öffentliches Amt gehörte er 1885 bis 1903 der Sekundarschulpflege Wülflingen an. 1898 wurde er zum Gemeindeschreiber Wülflingens gewählt. 1902 stieg er als Mitglied der Grütlianer mit seiner Wahl in den Kantonsrat ebenfalls in die kantonale Politik ein. 1904 wurde der Gemeindeschreiber in den Gemeinderat Wülflingens gewählt. 1908 wurde Erb Bezirksrichter am Bezirksgericht Winterthur, das Amt führte er – zunächst teil-, später vollamtlich – bis 1931 aus. 1911 wurde er in den Verwaltungsrat der EKZ gewählt, ein Amt, das er bis 1939 ausführte.
Fünf Jahre nach seiner Wahl in den Gemeinderat wurde Erb zum Gemeindepräsidenten der damaligen Winterthurer Agglomerationsgemeinde erkoren. Als letzter Gemeindepräsident Wülflingens hatte Erb wesentlichen Anteil an der Stadtvereinigung und vertrat auch in der kantonalen Politik die Interessen der Winterthurer Vorortsgemeinden. Durch Selbststudium eignete er sich umfassende Kenntnisse des Verwaltungsrechts an. Nach der erfolgreichen Stadtvereinigung 1922 war er noch während zehn Jahren Mitglied des Grossen Gemeinderats, dessen Präsident er im Amtsjahr 1926/27 war. 1932 trat er aus dem Kantonsrat sowie dem Grossen Gemeinderat zurück.